# Lucy (piosenkarka)
Lucy (ukr. Люсі), właśc. Chrystyna Warlamowa (ukr. Христина Варламова) – ukraińska piosenkarka oraz kompozytorka wykonująca muzykę za gatunku indie pop.

## Życiorys
Niewiele wiadomo o życiu prywatnym piosenkarki, ponieważ sama niechętnie udziela wywiadów. Wiadomo, że karierę muzyczną rozpoczęła w 2017 wydając single Досить oraz Марія Магдалина. W 2018 roku wydała single „Noah” i „Oblivion”, po których na długo zamilkła.
Piosenkarka przez długi czas zapowiadała wydanie albumu długogrającego. Termin premiery był kilka razy przekładany, ale finalnie w marcu 2020 ukazał się pierwszy album Lucy zatytułowany Enigma. 

## Dyskografia

### Albumy studyjne
- Enigma (2020)

#### Single
- Досить (2017)
- Марія Магдалина (2017)
- Ной (2018)
- Забуття (2018)
- Мало (2019)
- Різні (2020)
- Ніч (2020)
- Toy (2021)
- Tribute (2021)
- Подружка (2021)
- В танці (2021)
- Самокопи (2021)
- Сон-трава (2021)